# غاز گونه‌سفید

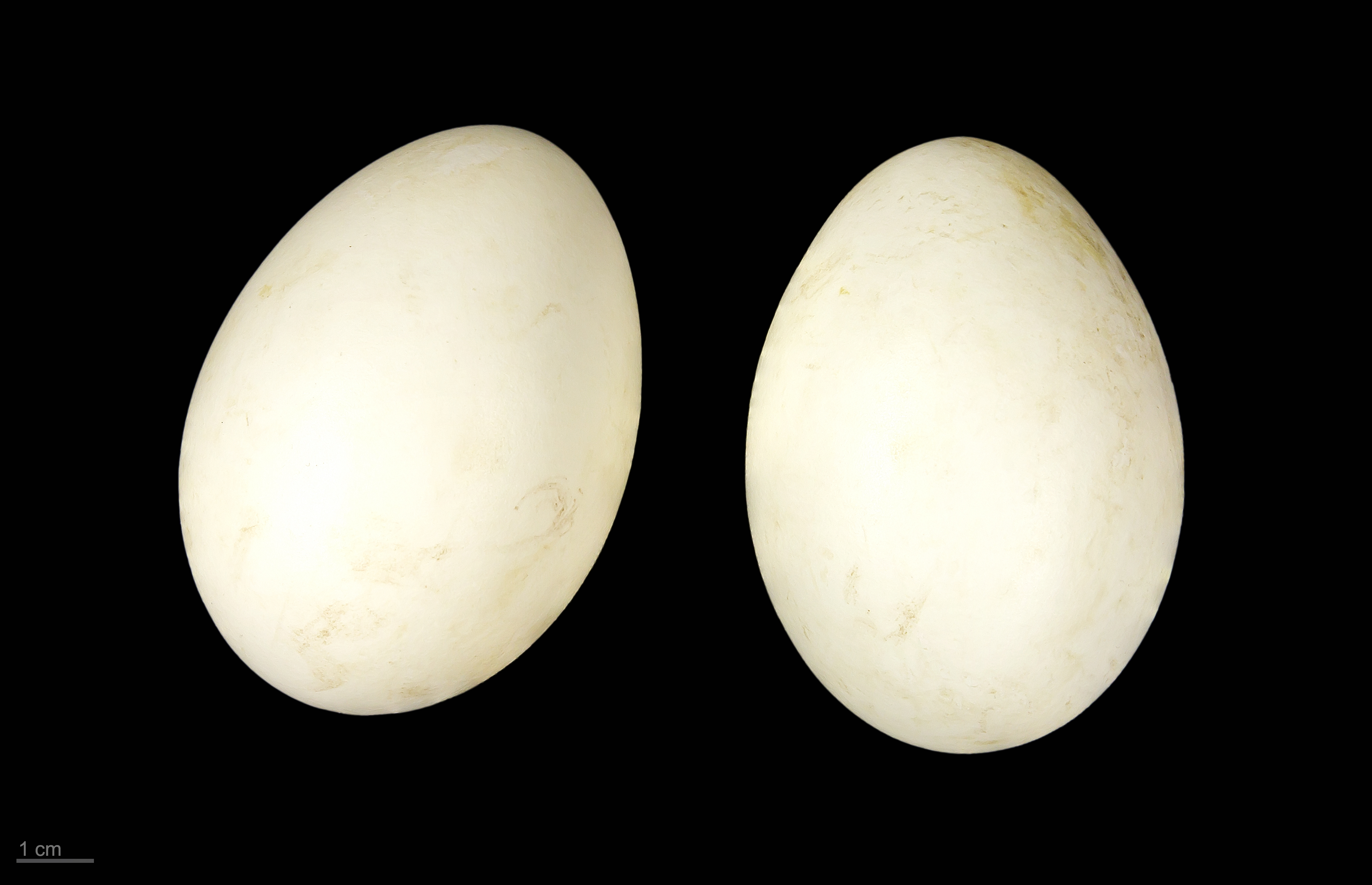
Branta leucopsis

غاز گونه‌سفید (نام علمی: Branta leucopsis) نام یک گونه از سرده غازهای سیاه است.